# Leucospis intermedia
Leucospis intermedia ist eine Erzwespe aus der Familie Leucospidae. Die Art wurde von Johann Karl Wilhelm Illiger 1807 erstmals beschrieben. Leucospis intermedia gehört innerhalb der Gattung Leucospis zur gigas-Artengruppe.

## Merkmale
Die Weibchen sind zwischen 4,5 und 12,3 mm lang, die Männchen zwischen 6,8 und 10,2 mm. Die Erzwespen besitzen eine schwarze Grundfärbung mit zahlreichen gelben Zeichnungen. Im Folgenden eine Beschreibung des Weibchens nach Ye et al. (2017) sowie Baur und Amiet (2000). Der Scapus (Fühlerschaft) ist ventral gelb gefärbt. Vorne am Scheitel befinden sich zwei gelbe Flecke. Die hyalinen Flügel weisen einen schwärzlichen Schimmer auf. Die hinteren Coxae sind dorso-apikal gelb gefärbt. Die hinteren Femora weisen ventral einen dreiecksförmigen schwarzen Fleck auf. Der Clypeus ist mäßig stark vorgezogen (weniger stark als bei L. gigas). Das Pronotum besitzt einen prämarginalen Kiel. Das Dorsellum (mittlere Partie des Postscutellums) hat einen zweizähnigen Hinterrand. Die hinteren Coxae sind ohne einen punktierten Bereich. Die hinteren Femora weisen ventral eine Reihe aus acht Zähnen auf. Der basale Zahn ist der kürzeste. Der zweite Zahn ist spitz, der dritte und der vierte sind ziemlich stumpf. Die hinteren Tibien gehen am hinteren Ende in einen Dorn über. Das Tergit T1 weist eine Ovipositorfurche auf. Die Bohrerklappen reichen mindestens bis zum Vorderrand von Tergit T1.
Bei den Männchen sind die gelben Zeichnungselemente häufig reduziert, die Flecke in der Mitte des Mesoscutums oft fehlend. Der Fleck in der Mitte des Mesoscutums fehlt häufig. Die Querbänder auf dem Gaster sind durchgehend.
In Europa gibt es mehrere ähnliche Arten, darunter L. gigas. L. intermedia unterscheidet sich von L. gigas wie folgt: Die Geißelglieder 1–3 sind nie rötlich. Das Pronotum weist vorne ein kurzes, hinten ein langes Querband auf. Das Mesoscutum besitzt nur einen zentralen Fleck. Das Propodeum hat selten lateral je einen kleinen Fleck. Das Querband auf dem Tergit T4 ist manchmal kaum unterbrochen. Weiterhin gibt es Unterschiede in der Gestalt der Geißelglieder 2–4.

## Verbreitung
Die Art ist im gesamten Mittelmeerraum und im südlichen Europa verbreitet. Nach Norden reicht das Vorkommen bis in den südlichen Alpenraum. Weiterhin erstreckt sich das Verbreitungsgebiet im Osten bis nach Zentralasien mit dem autonomen Gebiet Xinjiang der Volksrepublik China.

## Lebensweise
Als Wirte der parasitisch lebenden Erzwespenart gelten die beiden Mauerbienen-Arten Osmia emarginata und Osmia mustelina. Die Imagines beobachtet man gewöhnlich von Mai bis August, typischerweise an trockenwarmen Standorten wie Steppen- und Trockenrasenbiotopen. Das Weibchen bohrt mit ihrem Legebohrer (Ovipositor) ein Loch in das Wirtsnest und platziert ein Ei in die Wirtsbrutzelle. Die Erzwespenlarve frisst als Ektoparasit die Wirtslarve von außen und verpuppt sich später in der Brutzelle.